# Liste von Musiklabels/0–9

## 0–9
| Name Musiklabel          | Land                          | Sitz                   | Gründer                                                  | Jahr-Von          | Jahr-Bis           | Labelcode | Website  | Mutterlabel                                 | Details                                |
| ------------------------ | ----------------------------- | ---------------------- | -------------------------------------------------------- | ----------------- | ------------------ | --------- | -------- | ------------------------------------------- | -------------------------------------- |
| 0711 Entertainment       | Deutschland                   | Stuttgart              | Jean-Christoph Ritter, Johannes Graf Strachwitz          | 2000              |                    |           | Website  |                                             |                                        |
| 10 Records               | Vereinigtes Königreich        | London                 |                                                          | 1983              |                    | LC 3098   |          | Ten Records Ltd.                            |                                        |
| 1103 Musik Berlin        | Deutschland                   | Berlin                 | Marc Siebe, Norman Siebe                                 | 2011              |                    |           | Website  |                                             |                                        |
| 1-2-3-4 Go! Records      | Vereinigte Staaten            | Oakland                | Steve Stevenson                                          | 2001              |                    |           | Website  |                                             |                                        |
| 1017 Brick Squad Records | Vereinigte Staaten            | Atlanta                | Gucci Mane                                               | 2007              |                    |           | Website  | Warner Bros. Records                        |                                        |
| 105music                 | Deutschland                   | Hamburg                | Heinz Canibol, Roman Rybnikar                            | 2003              |                    | LC 12465  | Website  | Sony Music Entertainment und N. N.          |                                        |
| 12 Tónar                 | Island                        | Reykjavík              | Jóhannes Ágústsson, Lárus Jóhannesson                    | 1998              |                    |           | Website  |                                             |                                        |
| 12k                      | Vereinigte Staaten            | Pound Ridge            | Taylor Deupree                                           | 1997              |                    | LC 62373  | Website  |                                             |                                        |
| 13th Planet Records      | Vereinigte Staaten            | El Paso                | Al Jourgensen                                            | 2005              |                    | LC 29965  | Website  | 13th Planet Records, Inc.                   |                                        |
| 143 Records              | Vereinigte Staaten            | Burbank                | David Foster                                             |                   |                    |           | Website  | Warner Bros. Records                        |                                        |
| 14th Floor Records       | Vereinigtes Königreich        | London                 | Christian Tattersfield                                   | 2002              |                    | LC 03077  | Website  | Warner Music UK Ltd.                        |                                        |
| 16th Avenue Records      | Kanada und Vereinigte Staaten | Toronto und Nashville  | Stan Campbell, Veronica Mataseje                         | 1981              | 1990               |           |          | Apple Productions Corporation               |                                        |
| 1605                     | Slowenien                     | Ljubljana              | UMEK                                                     | 2007              |                    |           | Website  |                                             |                                        |
| 17:44 Records            | Belgien                       |                        | Bartosz Brenes                                           | 2009              |                    |           | Website  |                                             |                                        |
| 19 Recordings            | Vereinigtes Königreich        | London                 | Simon Fuller                                             | 1999              |                    |           | Website  | 19 Entertainment                            |                                        |
| 1965 Records             | Vereinigtes Königreich        | London                 | James Endeacott                                          | 2006              |                    | LC 18383  | Website  | Sony BMG/Columbia                           |                                        |
| 1M1 Records              | Australien                    |                        | Philip Powers                                            |                   |                    |           | Website  |                                             |                                        |
| 1MF Recordz              | Deutschland                   | Hilchenbach            | Željko Topalović                                         | 1990              | 1999               | LC 06506  |          |                                             |                                        |
| 1st & 15th Entertainment | Vereinigte Staaten            | Chicago                | Wasalu Muhammad Jaco, Charles "Chilly" Patton            | 2001              |                    |           | Website/ |                                             |                                        |
| 2 Tone Records           | Vereinigtes Königreich        | Coventry               | Jerry Dammers                                            | 1979              | Mitte 1980er Jahre |           | Website  | Chrysalis Records                           |                                        |
| 2.13.61                  | Vereinigte Staaten            | Los Angeles            | Henry Rollins                                            |                   |                    |           | Website  |                                             |                                        |
| 20 Buck Spin             | Vereinigte Staaten            | Pittsburgh             | Dave Adelson                                             | 2005              |                    |           | Website  |                                             |                                        |
| 20th Century Fox Records | Vereinigte Staaten            |                        | 20th Century Fox                                         | 1958              | 1982               | LC 3066   |          | Fox Music                                   | Verkauf 1982 an Polygram               |
| 20th Century Records     | Vereinigte Staaten            | Los Angeles            | 20th Century Fox                                         | 1958              | 1982               |           |          | Fox Music                                   | Verkauf 1981 an Polygram               |
| 208 Records              | Vereinigtes Königreich        |                        | Robert Kennedy                                           | 1996              |                    | LC 65978  | Website  |                                             |                                        |
| 21st Circuitry           | Vereinigte Staaten            | San Francisco          |                                                          | 1991              | 1999               |           |          |                                             |                                        |
| 24 Hour Service Station  | Vereinigte Staaten            | Tampa                  | Marshall Dickson                                         | 1993              |                    | LC 35823  | Website  |                                             |                                        |
| 3 Beat Records           | Vereinigtes Königreich        | Liverpool              | Jon Barlow                                               | 1989              |                    |           | Website  |                                             |                                        |
| 300 Entertainment        | Vereinigte Staaten            | New York City          | Lyor Cohen, Roger Gold, Kevin Liles, Todd Moscowitz      | 2012              |                    |           | Website  |                                             |                                        |
| 33rd Street Records      | Vereinigte Staaten            | West Sacramento        | Russ Solomon                                             | 2001              | 2006               |           |          | Tower Records                               |                                        |
| 385idéal                 | Deutschland                   | Frankfurt              | Syn und Celo & Abdi                                      | 2010              |                    |           | Website  |                                             |                                        |
| 301Studios               | Vereinigte Staaten            | Minneapolis            | J. Lexvold                                               | 2003              | 2012               |           | Website  |                                             |                                        |
| 3C Records               | Vereinigte Staaten            | New York City          | Robert Schwartz, Gene Schwartz und Allan I. Sussel       | 1958              |                    |           |          | Capitol Music Group / Universal Music Group | Label hieß ursprünglich Laurie Records |
| 3CG Records              | Vereinigte Staaten            | Tulsa                  | Hanson                                                   | 2003              |                    |           | Website  |                                             |                                        |
| 3D Vision Records        | Spanien                       | Ibiza                  | Christof Drouillet Talamasca                             | 1998              |                    |           | Website  |                                             |                                        |
| 4 Star Records           | Vereinigte Staaten            | Pasadena               | Richard A. „Dick“ Nelson, Bill McCall und Cliff McDonald | 1945              | Ende 1960er Jahre  |           |          | Masters International, Inc.                 |                                        |
| 4AD                      | Vereinigtes Königreich        | London                 | Ivo Watts-Russell, Peter Kent                            | 1980              |                    |           | Website  | Beggars Group                               |                                        |
| 415 Records              | Vereinigte Staaten            | San Francisco          | Howie Klein, Chris Knab, Butch Bridges                   | 1978              | 1989               |           |          | Sony Music Entertainment                    |                                        |
| 430 West Records         | Vereinigte Staaten            | Detroit                | Lawrence Burden, Lenny Burden, Lynell Burden             | 1991              |                    |           | Website  |                                             |                                        |
| 482 Music                | Vereinigte Staaten            | New York City          | Mike Lintner                                             | 1997              |                    |           | Website  |                                             |                                        |
| 5 Minute Walk            | Vereinigte Staaten            | Concord                | Frank Tate                                               | 1995              | 2004               |           | Website  |                                             |                                        |
| 5 Rue Christine          | Vereinigte Staaten            | Olympia                |                                                          | 1997              | 2007               | LC 35880  |          | Kill Rock Stars                             |                                        |
| 50 Records               | Vereinigte Staaten            | Minneapolis            | Drew Pearson, Dylan Ohm, Deb Ingstad                     | 2005              |                    |           |          | 50 Entertainment                            |                                        |
| 50 Skidillion Watts      | Vereinigte Staaten            | Stuart (Florida)       | David Fair, Jad Fair                                     | Ende 1970er Jahre |                    |           |          |                                             |                                        |
| 504 Records              | Vereinigte Staaten            | New Orleans            | Mike Dine                                                | 1978              |                    |           | Website  |                                             |                                        |
| 550 Music                | Vereinigte Staaten            | New York City          |                                                          | 1992              | 2000               | LC 05257  | Website  | Sony Music Entertainment                    |                                        |
| 577 Records              | Vereinigte Staaten            | New York City          |                                                          | 2001              |                    |           | Website  |                                             |                                        |
| 58Beats                  | Deutschland                   | München                | Glam, Explizit und David Pe                              | 1998              |                    | LC 14916  | Website  |                                             |                                        |
| 604 Records              | Kanada                        | Vancouver und Toronto  | Chad Kroeger, Jonathan Simkin                            | 2002              |                    | LC 63255  | Website  | 604 Records Inc.                            |                                        |
| 625 Thrashcore           | Vereinigte Staaten            | Middlebury             | Max Ward                                                 | 1993              |                    |           | Website  |                                             |                                        |
| 679 Recordings           | Vereinigtes Königreich        | London                 | Nick Worthington                                         |                   |                    |           | Website  | Warner Music Group                          |                                        |
| 6PM Records              | Deutschland                   |                        | Achraf Ait Bouzalim                                      | 2023              |                    |           | Website  |                                             |                                        |
| 7th Magnitude            | Frankreich                    | Hérouville-Saint-Clair | Matthieu Le Carpentier, Abdoulaye Doucouré               | 2006              |                    |           | Website  |                                             |                                        |
| 7us Media Group GmbH     | Deutschland                   | Winnenden              | Hans Derer, Thomas Poschen und Maria Gruber              | 2007              |                    |           | Website  |                                             |                                        |
| 75 Ark                   | Vereinigte Staaten            | San Francisco          | Erik Gilbert                                             | 1998              |                    |           |          |                                             |                                        |
| 77 Records               | Vereinigtes Königreich        | London                 | Doug Dobell                                              | 1957              | 1970er Jahre       |           | Website  |                                             |                                        |
| 8bitpeoples              | Vereinigte Staaten            | New York City          | Jeremiah "Nullsleep" Johnson, Mike "Tangible" Hanlon     | 1999              |                    |           | Website  |                                             |                                        |
| 960 Music Group          | Nigeria                       | Lagos                  | Efe Omorogbe                                             | 2013              |                    |           | Website  | Rio Africa                                  |                                        |
| 99 Records               | Vereinigte Staaten            | New York City          | Ed Bahlman                                               | 1980              | 1986               |           |          |                                             |                                        |

## Sonderzeichen
| Name Musiklabel    | Land               | Sitz                    | Gründer                                | Jahr-Von | Jahr-Bis | Labelcode | Website | Mutterlabel | Details |
| ------------------ | ------------------ | ----------------------- | -------------------------------------- | -------- | -------- | --------- | ------- | ----------- | ------- |
| +1 Records         | Vereinigte Staaten |                         | Jonny Kaps, Nathaniel Hays, Josh Swade | 2008     |          |           | Website |             |         |
| -ismist Recordings | Vereinigte Staaten | Lincoln und Minneapolis | Dan Schlissel                          | 1992     | 2002     |           | Website |             |         |